# Elecciones federales de México de 2024 en la Ciudad de México
Las elecciones federales de México de 2024 en la Ciudad de México se llevaron a cabo el domingo 2 de junio de 2024⁩, y en ellas se renovaron los siguientes cargos de elección popular:
- 24 diputados federales. Miembros de la cámara baja del Congreso de la Unión. Veinticuatro elegidos por mayoría simple. Todos ellos electos para un periodo de tres años a partir del 1 de septiembre de 2024 con la posibilidad de reelección por hasta tres periodos adicionales.

## Resultados electorales

### Diputados federales por la Ciudad de México

#### Diputados electos
- Resultados en negrita indican ganancia de partido.

| Distrito | Candidato                           | Partido | Partido | Resultado | Margen  |
| -------- | ----------------------------------- | ------- | ------- | --------- | ------- |
| 1        | César Cravioto Romero               |         |         | Electo    | 40.78 % |
| 2        | José Alberto Benavides Castañeda    |         |         | Electo    | 5.76 %  |
| 3        | Gabriela Jiménez Godoy              |         |         | Electa    | 15.18 % |
| 4        | Dolores Padierna Luna               |         |         | Electa    | 43.29 % |
| 5        | Carlos Ulloa Pérez                  |         |         | Electo    | 18.02 % |
| 6        | Daniel Campos Plancarte             |         |         | Electo    | 2.58 %  |
| 7        | Juan Guillermo Rendón Gómez         |         |         | Electo    | 23.28 % |
| 8        | Ana María Lomelí                    |         |         | Electa    | 4.31 %  |
| 9        | Rigoberto Salgado Vázquez           |         |         | Electo    | 27.66 % |
| 10       | Margarita Zavala Gómez del Campo    |         |         | Reelecta  | 12.85 % |
| 11       | Elena Segura Trejo                  |         |         | Electa    | 15.87 % |
| 12       | Mónica Elizabeth Sandoval Hernández |         |         | Electa    | 0.68 %  |
| 13       | Francisco Sánchez Cervantes         |         |         | Electo    | 16.33 % |
| 14       | Carlos Hernández Mirón              |         |         | Electo    | 3.15 %  |
| 15       | Federico Döring Casar               |         |         | Electo    | 40.07 % |
| 16       | Carina Piceno Navarro               |         |         | Electa    | 16.58 % |
| 17       | Carlos Arturo Madrazo Silva         |         |         | Electo    | 3.63 %  |
| 18       | Gabriel García Hernández            |         |         | Electo    | 27.62 % |
| 19       | Héctor Saúl Téllez Hernández        |         |         | Reelecto  | 6.81 %  |
| 20       | Ana Karina Rojo Pimentel            |         |         | Reelecta  | 40.48 % |
| 21       | José Carlos Acosta Ruiz             |         |         | Electo    | 24.84 % |
| 22       | Marisela Zúñiga Cerón               |         |         | Electa    | 60.05 % |

|  | 40.16 % |

|  | 25.20 % |

|  | 6.27 % |

|  | 4.62 % |

|  | 3.44 % |

|  | 9.19 % |

|  | 8.58 % |

|  | 0.12 % |

|  | 100 % |

|  | 69.23 % |